# Ковалёв, Олег (легкоатлет)
Оле́г Ковалёв (род. 26 мая 1977, Белгород-Днестровский, Одесская область) — российский легкоатлет, специалист по бегу на короткие дистанции. Выступал на профессиональном уровне в 1997—2000 годах, победитель и призёр первенств всероссийского значения, участник ряда крупных международных стартов, в том числе чемпионата Европы в помещении в Генте. Представлял Москву. Мастер спорта России международного класса.

## Биография
Олег Ковалёв родился 26 мая 1977 года в Белгороде-Днестровском Одесской области Украинской ССР. Впоследствии постоянно проживал в Москве.
Занимался лёгкой атлетикой под руководством Т. Богатырёвой, выступал за МГФСО.
Впервые заявил о себе на международном уровне в сезоне 1997 года, когда вошёл в состав российской сборной и выступил в беге на 400 метров на молодёжном европейском первенстве в Турку.
В 1998 году в той же дисциплине финишировал седьмым на открытом чемпионате Москвы, с московской командой выиграл бронзовую медаль в эстафете 4 × 400 метров на чемпионате России в Москве.
В 1999 году в 400-метровой дисциплине взял бронзу на Мемориале Куца в Москве, показал шестой результат на молодёжном всероссийском первенстве в Чебоксарах, стал бронзовым призёром чемпионата Москвы, выступил на чемпионате России в Туле.
В 2000 году выиграл бронзовую медаль на международном турнире «Русская зима» в Москве, стартовал в эстафете 4 × 400 метров на чемпионате Европы в помещении в Генте, был третьим на Кубке России в Туле и четвёртым на чемпионате России в Туле — в последнем случае также получил серебро в программе эстафеты 4 × 400 метров. В качестве запасного бегуна находился в составе российской эстафетной команды на Олимпийских играх в Сиднее, но в итоге выйти здесь на старт ему не довелось. По окончании сезона завершил спортивную карьеру.